# Şehzade Süleyman (figlio di Ahmed I)
Şehzade Süleyman (turco ottomano: شهزاده سليمان; Costantinopoli, 1613/1615 – Costantinopoli, 27 luglio 1635) è stato un principe ottomano, figlio del sultano Ahmed I.

## Biografia
Şehzade Süleyman nacque fra il 1613 e il 1615 a Palazzo di Topkapı, Costantinopoli. Suo padre era il sultano ottomano Ahmed I, mentre sua madre, seppur non nota con certezza, era probabilmente Kösem Sultan, principale favorita e Haseki Sultan. 
Dopo la morte di suo padre nel 1617, visse principalmente confinato nei Kafes durante i regni di suo zio Mustafa I, suo fratellastro Osman II e suo fratello Murad IV. 
Nel 1635, Murad iniziò a temere una rivolta dei giannizzeri finalizzata a deporlo e sostituirlo, così il 27 luglio ordinò che Süleyman, insieme ai fratellastri Selim e Bayezid, fosse strangolato nella sala del trono di Palazzo di Topkapı. Venne sepolto nel mausoleo del padre, all'interno della Moschea Blu. 